# Malîi Dîrciîn, Horodnea
Malîi Dîrciîn (în ucraineană Малий Дирчин) este un sat în comuna Velîkîi Dîrciîn din raionul Horodnea, regiunea Cernihiv, Ucraina.

## Demografie
Componența lingvistică a localității Malîi Dîrciîn
     Ucraineană (100%)
Conform recensământului din 2001, toată populația localității Malîi Dîrciîn era vorbitoare de ucraineană (100%).